# الأوكرانيون في مولدوفا
يُشكِّل الأوكرانيون في مولدوفا أكبر أقلية إثنية فيها. فقد بلغ عدد ذوي الإثنية الأوكرانيَّة في مولدوفا 181,035 نسمة، أي ما يعادل 6.6% من مجموع سكان البلاد حسب ما جاء في تعداد السكان المولدوفي لعام 2014.
تعرَّض الأوكرانيون في مولدوفا إلى قدر كبير من الترويس، سيِّما أولئك المتواجدين في المناطق الحضرية، فغدا كثير منهم يتحدَّثون الروسيَّة كلغة أم، وذلك رغم أنّ عدد الأوكرانيين يفوق عدد الروس، ناهيك عن أن الوجود الأوكراني في مولدوفا يسبق الاستيطان الروسي.
أدَّى الغزو الروسي لأوكرانيا عام 2022 إلى تدفُّق موجات من اللاجئين الأوكرانيين إلى مولدوفا هربًا من ويلات الحرب. واعتبارًا من 26 يوليو من ذلك العام، بلغ عدد اللاجئين الذين دخلوا مولدوفا قادمين من أوكرانيا 549,333 لاجئًا. تحدث لاجئون من الغجر (الروما) فرّوا من أوكرانيا عن تعرُّضهم للتمييز في مولدوفا.